# Tháp Bismarck ở Mrągowo

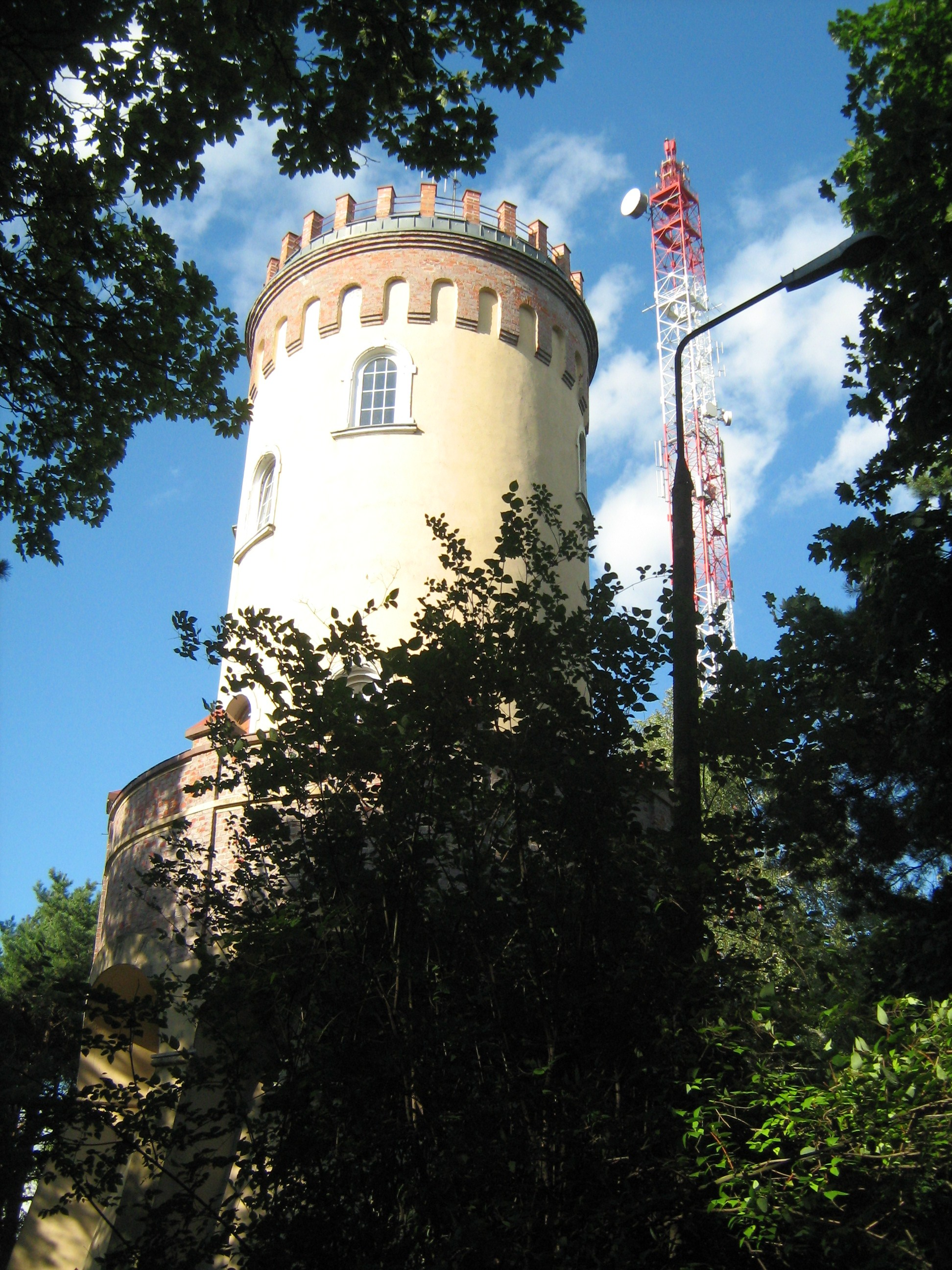
Tháp Bismarck ở Mrągowo

Tháp Bismarck ở Mragowo nằm trên đồi Jaenike, trong công viên Wladyslaw Sikorski tại thành phố Mragowo, tỉnh Warmińsko-Mazurskie, phía đông bắc của Ba Lan.

## Lịch sử
Việc xây dựng tháp Bismarck ở Mrągowo dựa trên sáng kiến của thị trưởng Herman Jaenike và Hội đồng thành phố Mrągowo vào năm 1902. Lễ khởi công diễn ra vào ngày 18 tháng 8 năm 1906, tại ngọn đồi Jaenike (vị trí trước đây của một cối xay gió bằng gạch). Đây là Tháp Bismarck đầu tiên ở Masuria. Chiều cao của tòa tháp là 23 mét. Ngày 2 tháng 10 năm 1990, tháp Bismarck ở Mrągowo đã được nhập vào hàng mục di tích cần được bảo vệ của Ba Lan theo mục A-3063. Trong thời kỳ chiến tranh thế giới lần thứ nhất, tháp Bismarck là một điểm quan sát, được trang bị kính viễn vọng. Đây là tháp Bismarck được bảo tồn tốt nhất trong tỉnh Warmian-Masurian. Hiện tại có 17 tòa tháp Bismarck ở Ba Lan.
Từ ngày 6 tháng 12 năm 2019, tòa tháp mở cửa cho công chúng. Trên một số tầng có các tấm bảng với lịch sử và truyền thuyết của tòa tháp. Vào ngày 1 tháng 2 năm 2020, một quán cà phê ấm cúng đã được mở dưới tầng hầm của tháp, phục vụ sô-cô-la nóng, trà pha trộn lấy cảm hứng từ truyền thuyết Mrągowo, món tráng miệng ngọt ngào và cà phê mới xay.